# C/1830 F1
C/1830 F1 (Wielka Kometa roku 1830) – kometa jednopojawieniowa, nie powróci już najprawdopodobniej w okolice Słońca. Widoczna była gołym okiem.

## Odkrycie i orbita komety
Kometę C/1686 R1 odkrył 16 marca 1830 roku Faraguet, który  prowadził obserwacje na Mauritiusie, 20 marca Mary Anne Fallows dostrzegła ją w Kapsztadzie (Południowa Afryka). Kometa osiągnęła swe peryhelium 9 kwietnia tegoż roku i znalazła się w odległości 0,92 au od Słońca. Poruszała się po parabolicznej orbicie o nachyleniu 21,26° względem ekliptyki.